# الدودة القارضة الغربية الشاحبة
الدودة القارضة الغربية الباهتة (الاسم العلمي: Agrotis orthogonia)، هي فراشة من فصيلة(ليليات :Noctuidae), تتبع جنس(Agrotis)، تم وصف هذا النوع من الحشرات من قبل هربرت نولز موريسون في عام 1876، موطنها الأصلي أمريكا الشمالية، وتنتشر أكثر تحديدًا في المناطق الجافة وشبه الصحراوية في غرب أمريكا الشمالية من جنوب كندا إلى كاليفورنيا، ويمتد شرقًا تقريبًا إلى مناطق ساحل البحر الأبيض المتوسط. 
يبلغ طول جناحيها حوالي 34 ملم، تتغذى اليرقات على الأعشاب والمحاصيل المختلفة.

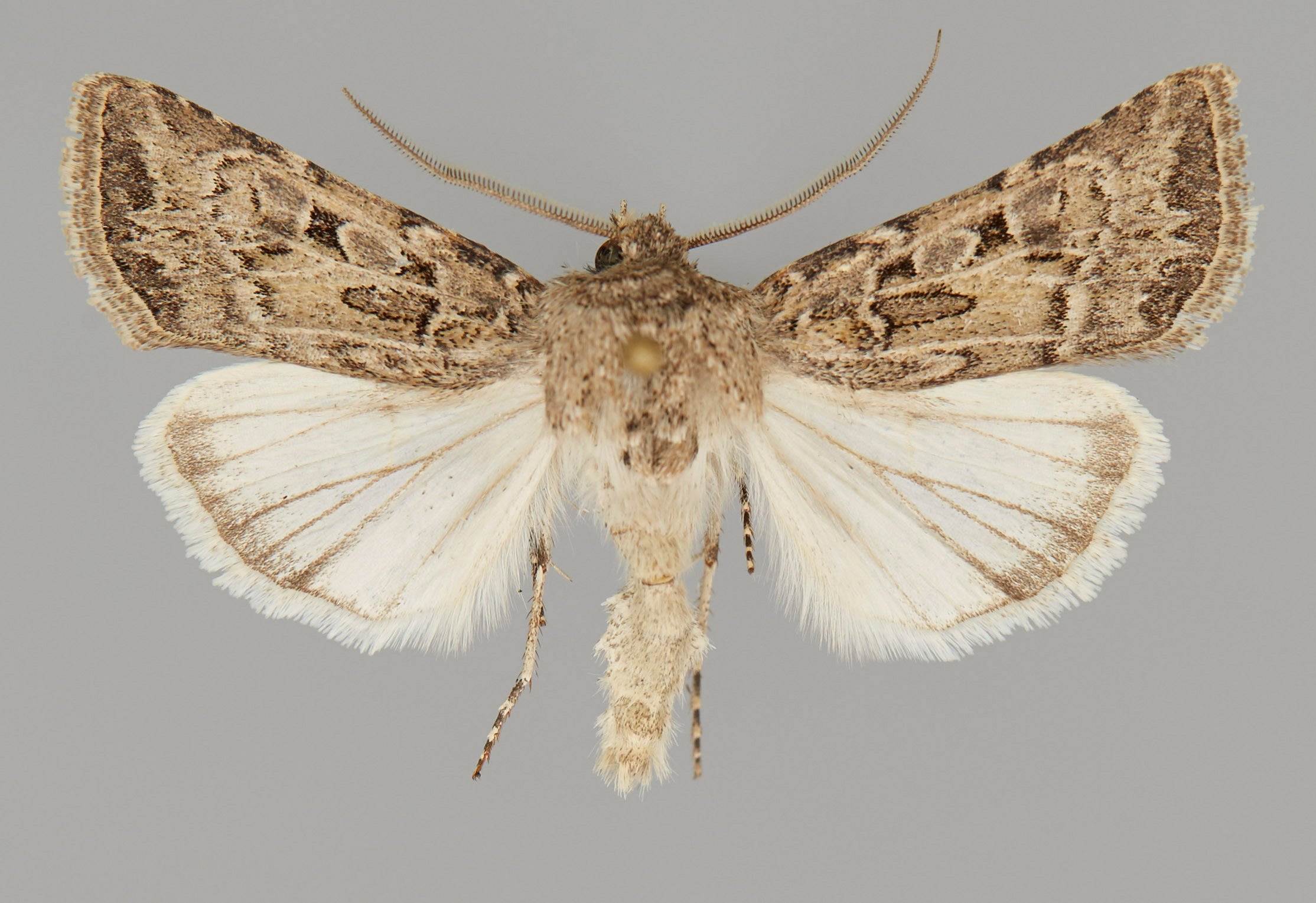
فراشة الدودة القارضة

يتسبب هذا النوع في بعض الأحيان في إلحاق أضرار اقتصادية على محصول القمح الشتوي والحبوب الصغيرة، كذلك محصول الذرة وبنجر السكر.